# RE 200
| Der damalige IRE 200 in Wendlingen (Neckar), 2023 |          |                              |                              |
| Kursbuchstrecke (DB): | 750.1    |                              |                              |
| Streckenlänge: | 60 km    |                              |                              |
| Streckengeschwindigkeit: | 200 km/h |                              |                              |
| |          |                              |                              |
| Verlauf |          |                              |                              |
| \| \| 89,373 \| Ulm Hbf \| Ulm Hbf \| \| \| 63,866 \| Merklingen – Schwäbische Alb \| Merklingen – Schwäbische Alb \| \| \| 29,389 \| Wendlingen (Neckar) \| Wendlingen (Neckar) \| |          |                              |                              |
| Kopfbahnhof Streckenanfang | 89,373   | Ulm Hbf                      | Ulm Hbf                      |
| Bahnhof | 63,866   | Merklingen – Schwäbische Alb | Merklingen – Schwäbische Alb |
| Kopfbahnhof Streckenende | 29,389   | Wendlingen (Neckar)          | Wendlingen (Neckar)          |

Der RE 200 (von 11. Dezember 2022 bis 14. Dezember 2024 IRE 200) ist eine Linie im Schienenpersonennahverkehr in Baden-Württemberg. Sie verbindet Ulm und Wendlingen am Neckar über die Schnellfahrstrecke Wendlingen–Ulm und die Güterzuganbindung. Der einzige Zwischenhalt ist der neu errichtete Bahnhof Merklingen – Schwäbische Alb. Mit bis zu 200 km/h ist dieser Regional-Express (RE) zusammen mit dem München-Nürnberg-Express der schnellste Regionalzug Deutschlands. 

## Verkehr
DB Regio Baden-Württemberg betreibt den RE 200 im Stundentakt von etwa 5:00 bis 23:00 Uhr, am Wochenende bis nach Mitternacht.
Die Fahrt zwischen Ulm und Wendlingen dauert knapp 30 Minuten. Der RE 200 verlässt den Ulmer Hauptbahnhof zur Minute 29, die Abfahrt in Wendlingen erfolgt zur Minute 24. Dabei begegnen sich die beiden Züge zur Minute 39 in Merklingen – Schwäbische Alb. Die Wendezeit beträgt in Ulm 38 Minuten und in Wendlingen (Neckar) 25 Minuten. Bis auf einzelne morgendliche Leistungen sind keine planmäßigen Überholungen in Merklingen – Schwäbische Alb vorgesehen.
Da auf der von Wendlingen (Neckar) weiterführenden Infrastruktur bis Stuttgart Hauptbahnhof keine geeigneten Fahrplantrassen zur Verfügung stehen, endet der RE 200 dort, wobei Umsteigemöglichkeiten zu den Linien MEX 12, MEX 18 und S1 bestehen.

## Fahrzeugeinsatz

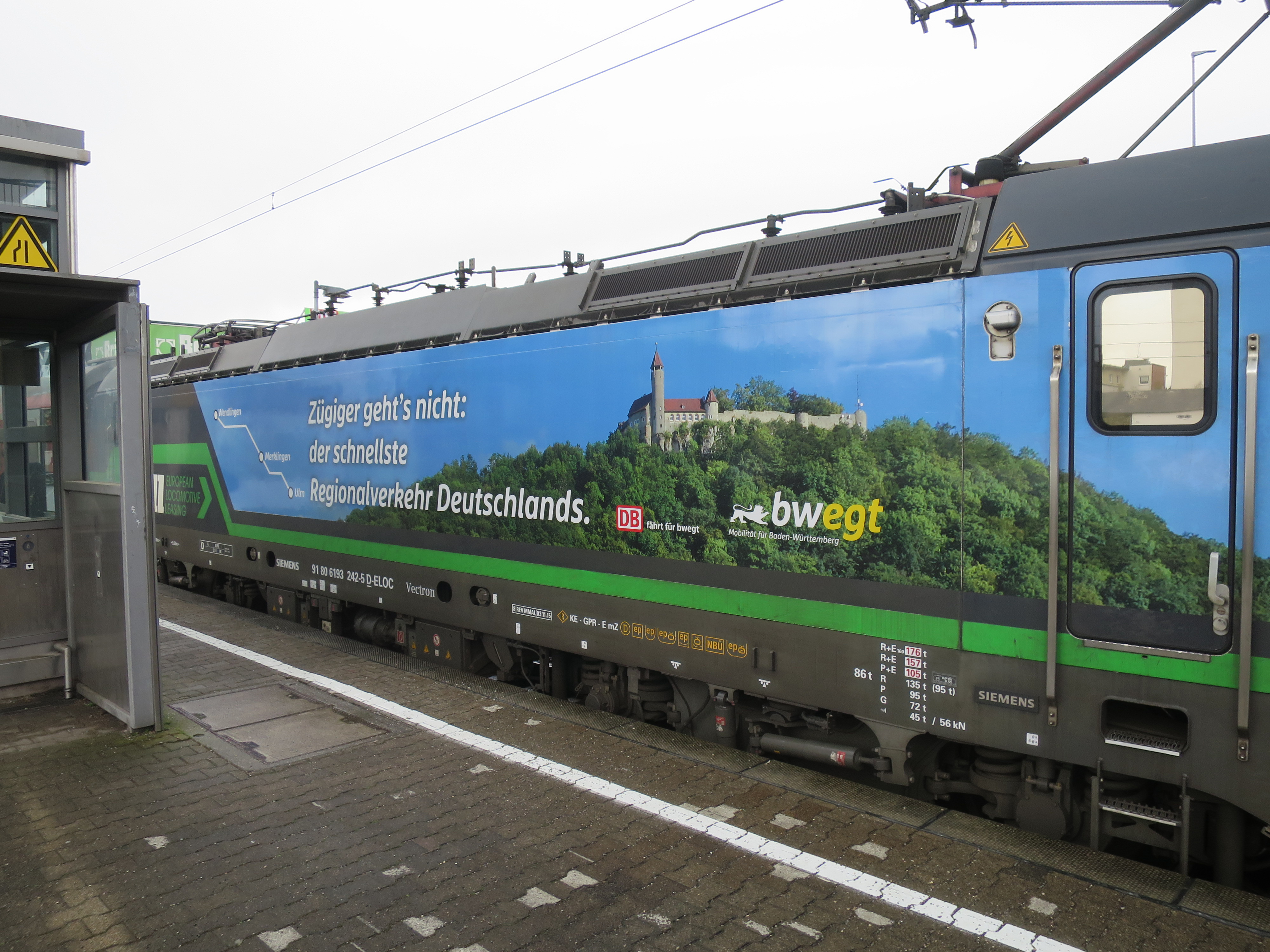
Baureihe 193 mit Werbefolierung

Zum Einsatz kommen gebrauchte Züge, die aus jeweils zwei Siemens Vectron und fünf ehemaligen Intercity/Eurocity-Wagen bestehen, darunter
- ein Steuerwagen der Gattung Bpmbdzf296 mit Großraumabteil und Mehrzweckabteil für die Fahrradmitnahme sowie Kinderwagen
- drei Großraumwagen der Gattung Bpmz295
- ein gemischter Großraum-/Abteilwagen der Gattung ABvmsz184, mit vier Abteilen der ersten Wagenklasse, einem Großraum der zweiten Wagenklasse und einem Dienstabteil

Die Wagen wurden zuvor auf der Schnellfahrstrecke Nürnberg–Ingolstadt ebenfalls im schnellen Regionalverkehr eingesetzt. Da die dort eingesetzten Lokomotiven der Baureihe 101 und die Steuerwagen nicht mit dem European Train Control System (ETCS) ausgerüstet sind, konnten sie nicht übernommen werden. Daher werden für den RE 200 Lokomotiven der Baureihe 193 bei ELL Austria gemietet. Diese können 200 km/h fahren, verfügen über ETCS und werden im Sandwichbetrieb eingesetzt, das heißt, der Führerstand des Steuerwagens wird nicht benutzt. Sie tragen eine Werbefolierung mit der Aufschrift: „Zügiger geht’s nicht: der schnellste Regionalverkehr Deutschlands“. Vorhanden sind drei Garnituren, von denen planmäßig zwei benötigt werden. Die dritte wird als Reserve genutzt oder gewartet. Die für die Wagen zuständige Werkstatt befindet sich in Stuttgart. Die Züge sind in Ulm beheimatet und mit Ulmer Personal besetzt.

## Geschichte
Bei einer europaweiten Ausschreibung hat das Verkehrsministerium Baden-Württemberg der DB Regio Baden-Württemberg 2021 den Zuschlag erteilt. Die Linie wurde zum Fahrplanwechsel am 11. Dezember 2022 als Interregio-Express-Linie 200 eingeführt, wobei die Zahl 200 eine Anspielung auf die Höchstgeschwindigkeit von 200 km/h war.
Im ersten Betriebsjahr lag die Ankunftspünktlichkeit in Ulm (bezogen auf 5:59 Minuten) bei 91 Prozent. Insgesamt fuhren rund 15.000 Regionalverkehrszüge über die Strecke.
Mit der im Dezember 2026 vorgesehenen Inbetriebnahme von Stuttgart 21 soll der RE 200 entfallen. Der Bahnhof Merklingen – Schwäbische Alb soll durch den stündlich verkehrenden RE 1 (Karlsruhe – Stuttgart – Schnellfahrstrecke Stuttgart–Wendlingen – Schnellfahrstrecke Wendlingen–Ulm – Ulm – Friedrichshafen (– Lindau)) mit anderen Fahrzeugen bedient werden. Aus diesem Grund ist der bis zum Dezember 2027 laufende Verkehrsvertrag zum Dezember 2025 erstmals kündbar.
Eine Weiterführung des Regionalverkehrsangebotes von und nach Wendlingen nach Eröffnung der Schnellfahrstrecke Stuttgart–Wendlingen würde schwierig, denn ein Zug aus Richtung Plochingen/Wendlingen in Richtung Ulm muss beim Einfädeln in die NBS bei Wendlingen im ganzen Albvorlandtunnel im Gegengleis fahren. Erst nach dem Tunnel existiert eine Weiche auf das andere Gleis. Somit wird eine recht große Zuglücke benötigt.